# Тетери (Гагаринский район)
Тетери — деревня в Гагаринском районе Смоленской области России. Входит в состав Ашковского сельского поселения. 
Расположена в северо-восточной части области в 2 км к северу от Гагарина, в 10 км севернее автодороги М1 «Беларусь», на берегу реки Гжать. В 5 км южнее деревни расположена железнодорожная станция Гагарин на линии Москва — Минск. 

## История
В годы Великой Отечественной войны деревня была оккупирована гитлеровскими войсками в октябре 1941 года, освобождена в марте 1943 года. 